# سن میگل
سان میگوئل (به اسپانیایی: San Miguel) شهری در کشور آرژانتین، استان بوئنوس آیرس است که در سال ۲۰۰۹ میلادی، حدود ۱۵۷٬۵۳۲ نفر جمعیت داشته است.